# Wild Frank
Wild Frank fue un programa de televisión producido por "Molinos de Papel" y emitido en la cadena española DMAX. El protagonista es Frank Cuesta. Fue estrenado el domingo 11 de mayo de 2014. El programa ha sido emitido en casi 125 países.

## Sinopsis
Primera temporada: Frank, llega al Amazonas para descubrir una naturaleza salvaje desconocida para él, así como cumplir el reto que le propuso el futbolista Dani Alves de organizar un partido de fútbol entre dos tribus. (Brasil)
Segunda temporada: El presentador recorrerá África, siguiendo los pasos del famoso explorador David Livingstone, en busca de “los cinco grandes”, como se conoce a los principales mamíferos de África (rinoceronte, elefante, búfalo, leopardo y león). 
Tercera temporada: El aventurero recorre el continente asiático en busca del tigre de Bengala, su objetivo es acercarse a un ejemplar de esta especie para mostrarlo tal y como es en su estado natural y salvaje.
Cuarta temporada: Frank, afronta los retos que le propone Darran Myers en Sudáfrica a cambio de que este afronte los retos que le propone Frank en las selvas de Tailandia. 
Quinta temporada: El presentador se embarca en una misión que le conduce hasta México, con el fin de descifrar uno de los grandes enigmas de la historia: el verdadero significado de la profecía maya que presagia el fin del mundo tal y como lo conocemos.
Sexta temporada: El aventurero se ha propuesto demostrar que los dragones existen, para ello recorre Tailandia e Indonesia en busca de los dragones reales que viven en la región y mostrará el origen de estos reptiles. 
- Wild Frank vs Tráfico animal: En este episodio especial, Frank, denuncia el tráfico ilegal de animales. Nos mostrará el maltrato al que diversas especies se ven sometidas, así como el proceso de recuperación de algunas de estas criaturas tras salvarlas de sus captores.

- Wild Frank: La fiesta de las serpientes: La localidad italiana de Cocullo, en los montes Abruzos, celebra cada primavera una procesión en honor a Santo Domingo de Sora, en este episodio especial de 80 minutos, Frank se suma a la fiesta como un vecino más, mientras aprovecha para descubrirnos todos los secretos faunísticos de esta región.

Séptima temporada: Frank, se embarca en una aventura por un territorio único, Australia, ‘‘el país de los eslabones perdidos’’, recorrerá el país en su auto caravana para enseñar las criaturas que rompen todas las reglas de la naturaleza y comprobar en persona la teoría del origen y la evolución de las especies.
Octava temporada: En esta nueva aventura, seremos testigos el día a día de Frank y su trabajo en la asociación que él mismo ha fundado para rescatar, defender y rehabilitar a animales víctimas de malos tratos. Por primera vez, la serie pondrá el foco en su trabajo contra el tráfico de animales.
Novena temporada: Frank emprenderá una nueva aventura desde Hollywood, el aventurero viaja hasta California, en Estados Unidos, para mostrar la riqueza natural que posee la América Septentrional. Seguirá los pasos de Tarzán (personaje del escritor californiano Edgar Rice Borroughs).
Décima temporada: Frank arriesgará su vida y se enfrentará al “beso de la muerte”. Así es como se conoce en África a la letal mordedura de la mamba negra, la serpiente más mortífera del planeta. La pasión que Frank siente por las serpientes le lleva a cruzar los límites en más de una ocasión. Y ahora, quiere llegar más lejos, encontrar un ejemplar de mamba negra, sujetarla entre sus manos y mirarla cara a cara.
- Wild Frank: Cazadores: En este episodio especial, el programa se desplaza a Sudáfrica con la intención de remover conciencias, empezando por la del mismo presentador del espacio. Conoceremos de boca de sus propios protagonistas cómo funciona el negocio de las cacerías organizadas.

Undécima temporada: Frank volverá a Italia, visitará a su amigo Tonino y explorará la cultura del país y su naturaleza salvaje para hallar los vínculos que las unen.
- Wild Frank: Circo: En este episodio especial, Frank se sumergirá en las entrañas de un circo para poder conocer de primera mano cómo funcionan realmente, ver cómo son tratados los animales e intentar entender a las personas que viven de este negocio.

Duodécima temporada: Frank viajará a la República Centroafricana para denunciar la situación de los gorilas de tierra llana, una de las especies más amenazadas del planeta, podremos comprobar de primera mano la terrible situación a la que se enfrenta este magnífico primate.
Decimotercera temporada: Por primera vez en la historia de ‘Wild Frank’, abandona la naturaleza salvaje para poner el foco en un asunto que toca muy de cerca al público español y que cuenta con tantos defensores como detractores en nuestro país, la tauromaquia.
- Wild Frank Halloween: En este episodio especial, el presentador dormirá en el castillo de Vlad Tepes, personaje que inspiró a Drácula, y conocerá la región en la que se hizo famoso por su despótica violencia. También aprovechará para encontrarse con la gran población de osos del país,

Decimocuarta temporada: Frank regresa a Tailandia y continúa con su misión, tratando de proteger animales de contrabandistas y traficantes sin escrúpulos. El programa mostrará la importante labor de su asociación, que se encuentra situada en el ojo del huracán del tráfico animal.
Decimoquinta temporada: El programa pondrá el foco en la caza que a día de hoy perdura en España y para ello, recorrerá nuestro país para conocer de primera mano este movimiento desde el punto de vista de distintos sectores de nuestra sociedad.
- Wild Frank: Galgos: En este episodio especial, Frank retratará el millonario negocio de las carreras y cacerías con galgos. Desde el robo de los galgos más codiciados, hasta la labor que realiza la mayor perrera de galgos de Europa.

- Wild Frank: Lobos: En este episodio especial, Frank evidenciará el problema que sufren quienes están al frente del ganado vacuno en territorio de lobos.

- Wild Frank: Perros ¿peligrosos?: En estos dos episodios especiales, Frank se sumergirá en el controvertido mundo de los perros considerados potencialmente peligrosos con el objetivo de conocer todas las realidades. Analizará desde dentro la situación de estos animales e intentará responder a algunas cuestiones que se plantean en la sociedad: ¿el perro peligroso nace o se hace?, ¿la culpa es nuestra o de los animales?

Decimosexta temporada: Frank Cuesta vuelve a Tailandia, su país de residencia, para mostrar los entresijos de las grabaciones del programa, las cosas que nunca se han visto: cómo encuentran a los animales, cómo los graban, y qué hay detrás de cada rodaje.
Decimoséptima temporada: Con motivo del 40 aniversario de la muerte de Félix Rodríguez de la Fuente, Frank emprenderá un viaje por los ecosistemas de la geografía española en los que habitan las principales especies que defendió el icónico divulgador, para mostrar de primera mano qué queda de su legado.

## Episodios y audiencias
| Temporada | Temporada | Episodios | Estreno                 | Final                   | Audiencia media | Audiencia media | Audiencia media |
| Temporada | Temporada | Episodios | Estreno                 | Final                   | Espectadores    | Cuota           |                 |
| --------- | --------- | --------- | ----------------------- | ----------------------- | --------------- | --------------- | --------------- |
|           | 1         | 5         | 11 de mayo de 2014      | 8 de junio de 2014      | 614 000         | 3,2%            |                 |
|           | 2         | 7         | 21 de diciembre de 2014 | 1 de febrero de 2015    | 604 000         | 2,9%            |                 |
|           | 3         | 6         | 17 de mayo de 2015      | 14 de junio de 2015     | 647 000         | 3,7%            |                 |
|           | 4         | 3         | 25 de octubre de 2015   | 8 de noviembre de 2015  | 441 000         | 2,2%            |                 |
|           | 5         | 5         | 22 de noviembre de 2015 | 20 de diciembre de 2015 | 496 000         | 2,5%            |                 |
|           | 6         | 7         | 10 de abril de 2016     | 29 de mayo de 2016      | 429 000         | 2,3%            |                 |
|           | 7         | 6         | 9 de octubre de 2016    | 13 de noviembre de 2016 | 439 000         | 2,3%            |                 |
|           | 8         | 4         | 27 de noviembre de 2016 | 18 de diciembre de 2016 | 500 000         | 2,5%            |                 |
|           | 9         | 6         | 7 de mayo de 2017       | 11 de junio de 2017     | 304 000         | 1,8%            |                 |
|           | 10        | 4         | 15 de octubre de 2017   | 5 de noviembre de 2017  | 309 000         | 1,6%            |                 |
|           | 11        | 3         | 12 de noviembre de 2017 | 26 de noviembre de 2017 | 275 000         | 1,5%            |                 |
|           | 12        | 5         | 29 de abril de 2018     | 27 de mayo de 2018      | 247 000         | 1,4%            |                 |
|           | 13        | 5         | 14 de octubre de 2018   | 4 de noviembre de 2018  | 372 000         | 2,0%            |                 |
|           | 14        | 2         | 10 de febrero de 2019   | 17 de febrero de 2019   | 310 000         | 1,6%            |                 |
|           | 15        | 7         | 7 de abril de 2019      | 19 de mayo de 2019      | 385 000         | 2,2%            |                 |
|           | 16        | 5         | 1 de diciembre de 2019  | 22 de diciembre de 2019 | 204 000         | 1,2%            |                 |
|           | 17        | 4         | 8 de marzo de 2020      | 6 de diciembre de 2020  | 290 000         | 1,5%            |                 |
|           | Total     | 84        | 11 de mayo de 2014      | -                       | -               | -               |                 |

### Primera temporada (2014)
| N.º (serie) | N.º (temp.) | Título                        | Fecha de emisión   | Audiencia      |
| ----------- | ----------- | ----------------------------- | ------------------ | -------------- |
| 1           | 1           | «Selva amazónica I»           | 11 de mayo de 2014 | 705 000 (3,7%) |
| 2           | 2           | «Selva amazónica II»          | 18 de mayo de 2014 | 750 000 (3,8%) |
| 3           | 3           | «Selva amazónica III»         | 25 de mayo de 2014 | 890 000 (4,3%) |
| 4           | 4           | «Selva amazónica IV»          | 1 de junio de 2014 | 337 000 (2,3%) |
| 5           | 5           | «Mejores momentos (Especial)» | 8 de junio de 2014 | 390 000 (2,1%) |

### Segunda temporada (2014-2015)
| N.º (serie) | N.º (temp.) | Título                    | Fecha de emisión        | Audiencia      |
| ----------- | ----------- | ------------------------- | ----------------------- | -------------- |
| 6           | 1           | «Sabana africana I»       | 21 de diciembre de 2014 | 540 000 (2,6%) |
| 7           | 2           | «Sabana africana II»      | 28 de diciembre de 2014 | 623 000 (3,1%) |
| 8           | 3           | «Sabana africana III»     | 4 de enero de 2015      | 436 000 (2,2%) |
| 9           | 4           | «Sabana africana IV»      | 11 de enero de 2015     | 554 000 (2,7%) |
| 10          | 5           | «Sabana africana V»       | 18 de enero de 2015     | 695 000 (3,1%) |
| 11          | 6           | «Sabana africana VI»      | 25 de enero de 2015     | 734 000 (3,4%) |
| 12          | 7           | «Tomas falsas (Especial)» | 1 de febrero de 2015    | 647 000 (3,1%) |

### Tercera temporada (2015)
| N.º (serie) | N.º (temp.) | Título                              | Fecha de emisión    | Audiencia      |
| ----------- | ----------- | ----------------------------------- | ------------------- | -------------- |
| 13          | 1           | «En busca del tigre de Bengala I»   | 17 de mayo de 2015  | 807 000 (4,8%) |
| 14          | 2           | «En busca del tigre de Bengala II»  | 24 de mayo de 2015  | 721 000 (3,8%) |
| 15          | 3           | «En busca del tigre de Bengala III» | 31 de mayo de 2015  | 646 000 (3,9%) |
| 16          | 4           | «En busca del tigre de Bengala IV»  | 7 de junio de 2015  | 578 000 (3,6%) |
| 17          | 5           | «En busca del tigre de Bengala V»   | 14 de junio de 2015 | 511 000 (2,7%) |
| 18          | 6           | «En busca del tigre de Bengala VI»  | 14 de junio de 2015 | 483 000 (2,4%) |

### Cuarta temporada (2015)
| N.º (serie) | N.º (temp.) | Título                | Fecha de emisión       | Audiencia      |
| ----------- | ----------- | --------------------- | ---------------------- | -------------- |
| 19          | 1           | «Frank vs Darran I»   | 25 de octubre de 2015  | 483 000 (2,4%) |
| 20          | 2           | «Frank vs Darran II»  | 1 de noviembre de 2015 | 379 000 (1,9%) |
| 21          | 3           | «Frank vs Darran III» | 8 de noviembre de 2015 | 461 000 (2,3%) |

### Quinta temporada (2015)
| N.º (serie) | N.º (temp.) | Título               | Fecha de emisión        | Audiencia      |
| ----------- | ----------- | -------------------- | ----------------------- | -------------- |
| 22          | 1           | «El enigma Maya I»   | 22 de noviembre de 2015 | 545 000 (2,6%) |
| 23          | 2           | «El enigma Maya II»  | 29 de noviembre de 2015 | 453 000 (2,1%) |
| 24          | 3           | «El enigma Maya III» | 6 de diciembre de 2015  | 528 000 (3,0%) |
| 25          | 4           | «El enigma Maya IV»  | 13 de diciembre de 2015 | 453 000 (2,3%) |
| 26          | 5           | «El enigma Maya V»   | 20 de diciembre de 2015 | 503 000 (2,4%) |

### Sexta temporada (2016)
| N.º (serie) | N.º (temp.) | Título                                               | Fecha de emisión    | Audiencia      |
| ----------- | ----------- | ---------------------------------------------------- | ------------------- | -------------- |
| 27          | 1           | «En busca del dragón I»                              | 10 de abril de 2016 | 431 000 (2,2%) |
| 28          | 2           | «En busca del dragón II»                             | 17 de abril de 2016 | 601 000 (3,3%) |
| 29          | 3           | «En busca del dragón III»                            | 24 de abril de 2016 | 385 000 (2,1%) |
| 30          | 4           | «En busca del dragón IV»                             | 1 de mayo de 2016   | 326 000 (2,0%) |
| 31          | 5           | «En busca del dragón V»                              | 8 de mayo de 2016   | 375 000 (1,9%) |
| 32          | 6           | «Wild Frank vs Tráfico animal (Especial)»            | 15 de mayo de 2016  | 513 000 (3,0%) |
| 33          | 7           | «Wild Frank: La fiesta de las serpientes (Especial)» | 29 de mayo de 2016  | 374 000 (2,1%) |

### Séptima temporada (2016)
| N.º (serie) | N.º (temp.) | Título                             | Fecha de emisión        | Audiencia      |
| ----------- | ----------- | ---------------------------------- | ----------------------- | -------------- |
| 34          | 1           | «La evolución de las especies I»   | 9 de octubre de 2016    | 465 000 (2,4%) |
| 35          | 2           | «La evolución de las especies II»  | 16 de octubre de 2016   | 444 000 (2,3%) |
| 36          | 3           | «La evolución de las especies III» | 23 de octubre de 2016   | 438 000 (2,2%) |
| 37          | 4           | «La evolución de las especies IV»  | 30 de octubre de 2016   | 427 000 (2,4%) |
| 38          | 5           | «La evolución de las especies V»   | 6 de noviembre de 2016  | 416 000 (2,1%) |
| 39          | 6           | «La evolución de las especies VI»  | 13 de noviembre de 2016 | 441 000 (2,2%) |

### Octava temporada (2016)
| N.º (serie) | N.º (temp.) | Título                       | Fecha de emisión        | Audiencia      |
| ----------- | ----------- | ---------------------------- | ----------------------- | -------------- |
| 40          | 1           | «Wild Frank, al rescate I»   | 27 de noviembre de 2016 | 375 000 (1,9%) |
| 41          | 2           | «Wild Frank, al rescate II»  | 4 de diciembre de 2016  | 541 000 (2,8%) |
| 42          | 3           | «Wild Frank, al rescate III» | 11 de diciembre de 2016 | 620 000 (3,1%) |
| 43          | 4           | «Wild Frank, al rescate IV»  | 18 de diciembre de 2016 | 465 000 (2,3%) |

### Novena temporada (2017)
| N.º (serie) | N.º (temp.) | Título                        | Fecha de emisión    | Audiencia      |
| ----------- | ----------- | ----------------------------- | ------------------- | -------------- |
| 44          | 1           | «Tras la pista de Tarzán I»   | 7 de mayo de 2017   | 369 000 (2,2%) |
| 45          | 2           | «Tras la pista de Tarzán II»  | 14 de mayo de 2017  | 316 000 (1,9%) |
| 46          | 3           | «Tras la pista de Tarzán III» | 21 de mayo de 2017  | 306 000 (1,7%) |
| 47          | 4           | «Tras la pista de Tarzán IV»  | 28 de mayo de 2017  | 222 000 (1,3%) |
| 48          | 5           | «Tras la pista de Tarzán V»   | 4 de junio de 2017  | 314 000 (1,9%) |
| 49          | 6           | «Tras la pista de Tarzán VI»  | 11 de junio de 2017 | 297 000 (1,7%) |

### Décima temporada (2017)
| N.º (serie) | N.º (temp.) | Título                             | Fecha de emisión       | Audiencia      |
| ----------- | ----------- | ---------------------------------- | ---------------------- | -------------- |
| 50          | 1           | «El beso de la mamba negra I»      | 15 de octubre de 2017  | 365 000 (2,0%) |
| 51          | 2           | «El beso de la mamba negra II»     | 22 de octubre de 2017  | 309 000 (1,6%) |
| 52          | 3           | «El beso de la mamba negra III»    | 29 de octubre de 2017  | 320 000 (1,7%) |
| 53          | 4           | «Wild Frank: Cazadores (Especial)» | 5 de noviembre de 2017 | 245 000 (1,3%) |

### Undécima temporada (2017)
| N.º (serie) | N.º (temp.) | Título                         | Fecha de emisión        | Audiencia      |
| ----------- | ----------- | ------------------------------ | ----------------------- | -------------- |
| 54          | 1           | «En Italia I»                  | 12 de noviembre de 2017 | 320 000 (1,7%) |
| 55          | 2           | «En Italia II»                 | 19 de noviembre de 2017 | 231 000 (1,2%) |
| 56          | 3           | «Wild Frank: Circo (Especial)» | 26 de noviembre de 2017 | 274 000 (1,5%) |

### Duodécima temporada (2018)
| N.º (serie) | N.º (temp.) | Título                   | Fecha de emisión    | Audiencia      |
| ----------- | ----------- | ------------------------ | ------------------- | -------------- |
| 57          | 1           | «Gorilas I»              | 29 de abril de 2018 | 264 000 (1,6%) |
| 58          | 2           | «Gorilas II»             | 6 de mayo de 2018   | 186 000 (1,1%) |
| 59          | 3           | «Gorilas III»            | 13 de mayo de 2018  | 304 000 (1,7%) |
| 60          | 4           | «Gorilas IV»             | 20 de mayo de 2018  | 232 000 (1,4%) |
| 61          | 5           | «SOS Gorilas (Especial)» | 27 de mayo de 2018  | 250 000 (1,4%) |

### Decimotercera temporada (2018)
| N.º (serie) | N.º (temp.) | Título                            | Fecha de emisión       | Audiencia      |
| ----------- | ----------- | --------------------------------- | ---------------------- | -------------- |
| 62          | 1           | «Toros I»                         | 14 de octubre de 2018  | 555 000 (3,0%) |
| 63          | 2           | «Toros II»                        | 21 de octubre de 2018  | 441 000 (2,4%) |
| 64          | 3           | «Toros III»                       | 28 de octubre de 2018  | 297 000 (1,6%) |
| 65          | 4           | «Wild Frank Halloween (Especial)» | 31 de octubre de 2018  | 153 000 (1,0%) |
| 66          | 5           | «Toros IV»                        | 4 de noviembre de 2018 | 416 000 (2,1%) |

### Decimocuarta temporada (2019)
| N.º (serie) | N.º (temp.) | Título                   | Fecha de emisión      | Audiencia      |
| ----------- | ----------- | ------------------------ | --------------------- | -------------- |
| 67          | 1           | «Wild Frank rescates I»  | 10 de febrero de 2019 | 316 000 (1,6%) |
| 68          | 2           | «Wild Frank rescates II» | 17 de febrero de 2019 | 304 000 (1,6%) |

### Decimoquinta temporada (2019)
| N.º (serie) | N.º (temp.) | Título                                          | Fecha de emisión    | Audiencia      |
| ----------- | ----------- | ----------------------------------------------- | ------------------- | -------------- |
| 69          | 1           | «Wild Frank Caza I»                             | 7 de abril de 2019  | 444 000 (2,4%) |
| 70          | 2           | «Wild Frank Caza II»                            | 14 de abril de 2019 | 336 000 (2,1%) |
| 71          | 3           | «Wild Frank Caza III»                           | 21 de abril de 2019 | 334 000 (2,0%) |
| 72          | 4           | «Wild Frank: Galgos (Especial)»                 | 5 de mayo de 2019   | 353 000 (2,0%) |
| 73          | 5           | «Wild Frank: Lobos (Especial)»                  | 12 de mayo de 2019  | 419 000 (2,5%) |
| 74          | 6           | «Wild Frank: Perros ¿peligrosos? I (Especial)»  | 19 de mayo de 2019  | 422 000 (2,5%) |
| 75          | 7           | «Wild Frank: Perros ¿peligrosos? II (Especial)» | 19 de mayo de 2019  | 388 000 (2,2%) |

### Decimosexta temporada (2019)
| N.º (serie) | N.º (temp.) | Título                      | Fecha de emisión        | Audiencia      |
| ----------- | ----------- | --------------------------- | ----------------------- | -------------- |
| 76          | 1           | «Wild Frank por dentro I»   | 1 de diciembre de 2019  | 175 000 (1,0%) |
| 77          | 2           | «Wild Frank por dentro II»  | 1 de diciembre de 2019  | 122 000 (0,7%) |
| 78          | 3           | «Wild Frank por dentro III» | 8 de diciembre de 2019  | 200 000 (1,2%) |
| 79          | 4           | «Wild Frank por dentro IV»  | 15 de diciembre de 2019 | 243 000 (1,4%) |
| 80          | 5           | «Wild Frank por dentro V»   | 22 de diciembre de 2019 | 281 000 (1,6%) |

### Decimoséptima temporada (2020)
| N.º (serie) | N.º (temp.) | Título                   | Fecha de emisión       | Audiencia      |
| ----------- | ----------- | ------------------------ | ---------------------- | -------------- |
| 81          | 1           | «El legado de Félix I»   | 8 de marzo de 2020     | 411 000 (2,3%) |
| 82          | 2           | «El legado de Félix II»  | 15 de marzo de 2020    | 300 000 (1,3%) |
| 83          | 3           | «El legado de Félix III» | 6 de diciembre de 2020 | 220 000 (1,2%) |
| 84          | 4           | «El legado de Félix IV»  | 6 de diciembre de 2020 | 228 000 (1,2%) |

### Especiales (2021)
| N.º (serie) | N.º (temp.) | Título                             | Fecha de emisión    | Audiencia      |
| ----------- | ----------- | ---------------------------------- | ------------------- | -------------- |
| 85          | 1           | «El día que conocí a 'Wild Frank'» | 31 de enero de 2021 | 244 000 (1,3%) |